# Портен, Хенни
Хенни Фрида Ульрика По́ртен (нем. Henny Frieda Ulricke Porten; 7 января 1890[…], Магдебург, Пруссия — 15 октября 1960[…], Берлин) — немецкая актриса, звезда немого кино.

## Биография
Родилась в семье оперного певца. После её рождения семья переехала из Магдебурга в Рурскую область, где отец Франц Портен возглавил Дортмундский городской театр. В 1895 году семья переехала в Берлин, где Хенни пошла в школу.
Благодаря отцу и его дружбе с кинопродюсером Оскаром Местером в 1906 году Хенни впервые снялась в кино под руководством отца. Её дебютный фильм назывался «Мейсенский фарфор». В 1911 году по сценарию сестры Розы Портен был снят первый фильм с самодостаточным сюжетом «Любовное счастье слепой». В 1910-е годы Хенни Портен много снималась в кино и вместе с Астой Нильсен стала первой немецкоязычной кинозвездой. 10 октября 1912 года она вышла замуж за актёра и режиссёра Курта А. Штарка, поставившего многочисленные фильмы с её участием. В 1916 году Штарк погиб на фронте Первой мировой войны. В 1919 году Хенни Портен снялась в фильме социальной направленности «Заблуждения». В том же году она сыграла в экранизации драмы Герхарта Гауптмана «Роза Бернд». Большим успехом пользовался фильм «Анна Болейн» (1920) Эрнста Любича, в котором партнёром Хенни Портен выступил Эмиль Яннингс. В 1921 году она снялась в фильме «Гайервалли» Эвальда Андре Дюпона и в фильме «Чёрный ход» Леопольда Йеснера, в 1923 году — в монументальной ленте «Иисус Назаретянин, Царь Иудейский» Роберта Вине. В 1919 году Портен основала собственную кинопродюсерскую компанию, которая в 1924 году слилась с компанией Карла Фрёлиха. Она скептически отнеслась к появлению звукового кино, но в 1930 году снялась в фильме «Скандал вокруг Евы».
24 июня 1921 года Хенни Портен вышла замуж во второй раз за врача еврейского происхождения Вильгельма фон Кауфман-Ассера, который в то время возглавлял санаторий Виггерса в Гармиш-Партенкирхене. С этого времени он стал её продюсером. В 1933 году Портен отказалась бросить своего мужа-еврея и подверглась бойкоту со стороны властей. Однако благодаря заступничеству Альберта Геринга она снялась при национал-социалистах в девяти фильмах. После войны работала на киностудии DEFA. Похоронена на Мемориальном кладбище кайзера Вильгельма в берлинском районе Вестенд.

## Фильмография
- 1911 : Любовное счастье слепой — Das Liebesglück einer Blinden
- 1912 : Der Schirm mit dem Schwan
- 1913 : Komtesse Ursel
- 1914 : Gretchen Wendland
- 1915 : Der Sieg des Herzens
- 1915 : Märtyrerin der Liebe
- 1916 : Abseits vom Glück
- 1917 : Die Prinzessin von Neutralien
- 1917 : Die Claudi vom Geiserhof
- 1917 : Die Faust des Riesen
- 1917 : Die beiden Gatten der Frau Ruth
- 1917 : Christa Hartungen
- 1918 : Auf Probe gestellt
- 1918 : Agnes Arnau und ihre drei Freier
- 1918 : Das Maskenfest des Lebens
- 1918 : Gefangene Seele
- 1918 : Die Heimkehr des Odysseus
- 1918 : Die Dame, der Teufel und die Probiermamsell
- 1919 : Заблуждения — Irrungen
- 1919 : Роза Бернд — Rose Bernd
- 1920 — Моника — певчая птичка / Monika Vogelsang — в роли Моники Фогельзанг
- 1920 : Kohlhiesels Töchter
- 1920 : Анна Болейн — Anna Boleyn
- 1921 : Die Geierwally
- 1921 : Чёрный ход / Hintertreppe
- 1922 : Frauenopfer
- 1923 : Inge Larsen
- 1923 : Венецианский купец — Der Kaufmann von Venedig
- 1923 : Die Liebe einer Königin
- 1923 : Das alte Gesetz
- 1923 : Иисус Назаретянин, Царь Иудейский — I.N.R.I.
- 1923 : Das Geheimnis vom Brinkenhof
- 1924 : Mutter und Kind
- 1924 : Das goldene Kalb
- 1926 : Rosen aus dem Süden
- 1928 : Liebe im Kuhstall
- 1928 : Lotte
- 1928 : Zuflucht
- 1929 : Die Frau, die jeder liebt, bist Du!
- 1929 : Mutterliebe
- 1929 : Die Herrin und ihr Knecht
- 1930 : Skandal um Eva
- 1931 : 24 Stunden aus dem Leben einer Frau
- 1931 : Luise, Königin von Preußen
- 1933 : Mutterliebe
- 1935 : Krach im Hinterhaus
- 1938 : War es der im 13. Stock?
- 1941 : Комедианты — Komödianten
- 1942 : Symphonie eines Lebens
- 1943 : Wenn der junge Wein blüht
- 1943 : Familie Buchholz
- 1943 : Neigungsehe
- 1950 : Absender unbekannt
- 1954 : Carola Lamberti — Eine vom Zirkus
- 1955 : Das Fräulein von Scuderi
- 1958 : Das gab’s nur einmal